# グー・グー・クラスター

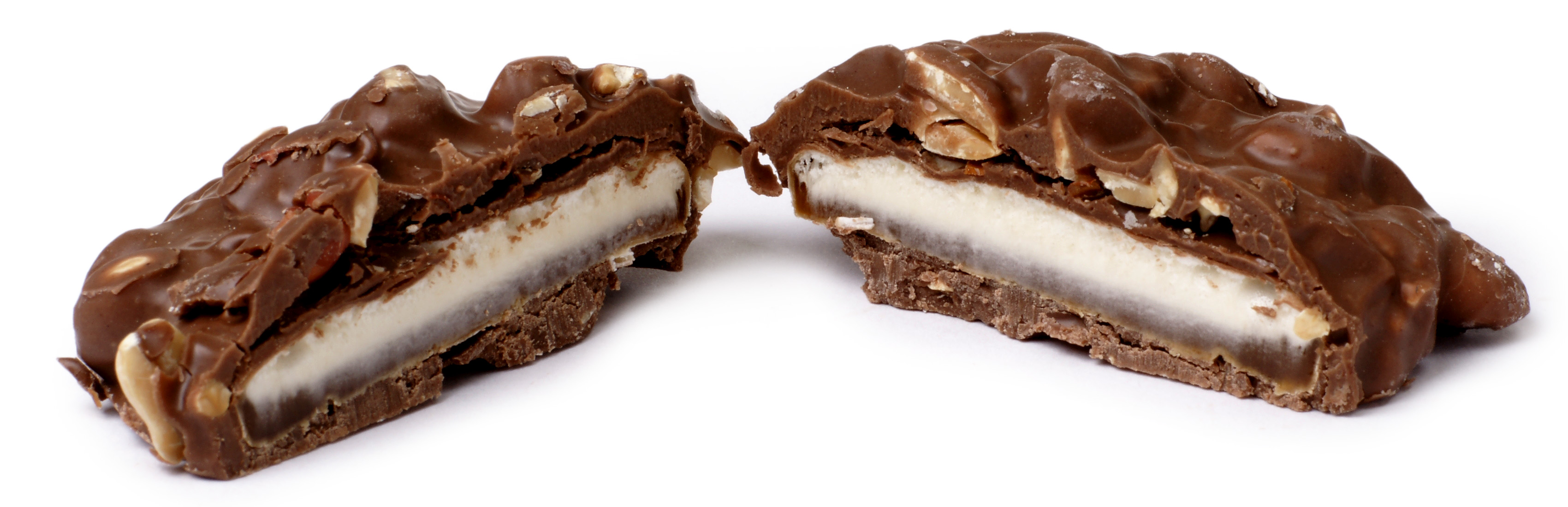
二分割

グー・グー・クラスター（GooGoo Cluster）は、アメリカ合衆国テネシー州ナッシュビルのハウル・キャンベル&スタンダード・キャンディ社により1912年から作り続けられているキャンディ・バー。円形のキャンディ・バーにマシュマロ、ヌガー、キャラメル、ローストしたピーナツが入っており、ミルク・チョコレートで覆われている。ピーナツの代わりにピカンの入った「グー・グー・スプリーム」、マシュマロ、ヌガー、キャラメルの代わりにピーナッツバターの入った「ピーナツ・バター・グー・グー」などのバリエーションがある。

## 歴史
当時の全体がチョコレートだった菓子と違い、グー・グー・クラスターは様々な菓子が組み合わされた最初のキャンディ・バーとされている。
名前は赤ちゃんが発する音から付けられたとされる。
発売当初、包装されずにガラス瓶から直接、工場のある地域でのみ販売されていた。この頃まだ包装する機械がなく手作業の手間があったため、キャラメルなどくっつきやすいもの以外は包装されないことが多かった。1920年代、衛生面に注意が置かれるようになったため包装するようになり、これに伴い全米で販売するようになった。

## マーケティング
グー・グー・クラスター発売から13年後の1925年に放送開始した『グランド・オール・オープリー』（Grand Ole Opry）は頭文字が「GOO」（グー）であり、公開収録会場で販売されていた。グー・グー・クラスターを販売していたスタンダード・キャンディ社は長い間この番組のスポンサーであった。
1920年代から1930年代にかけて、「ニッケルで栄養満点ランチ」と広告を出していた。この頃の栄養における問題は、特に労働者階級においてカロリーが不足していることだったため、高カロリーの菓子が安価な栄養源として重宝されていた。
1970年代、グー・グー・クラスターは子供番組『Wonderama』で景品として配られていた。

## 関連事項
- ムーン・パイ